# 이리노촌 (시즈오카현)
이리노촌(入野村)은 시즈오카현 후치군·하마나군에 존재했던 촌이다. 
1957년 3월 31일에 하마마쓰시에 편입 합병해 소멸했다. 현재는 하마마쓰시 주오구의 일부이다.

## 역사
- 1889년 4월 1일 - 정촌제 시행에 의해 이리노촌이 성립하였다.
- 1908년 10월 1일 - 일부 오아자가 하마마쓰시에 편입되었다.
- 1910년 3월 28일 - 오아자 다카쓰카 (현 주오구・다카쓰카정)를 가미촌에 양도되었다.
- 1949년 4월 1일 - 일부 오아자가 하마마쓰시에 편입되었다.
- 1957년 3월 31일 - 하마마쓰시에 편입되었다
- 1991년 5월 1일 - 가미촌에 양도한 다카쓰카가 하마마쓰시에 편입되었다.

## 교통

### 철도
- 일본국유철도
  - 도카이도본선

### 도로
- 일반국도
  - 국도 제257호선